# Elantas
Die Elantas GmbH (Eigenschreibweise: ELANTAS) ist ein Hersteller von Isolierstoffen für die Elektroindustrie. Der Hauptsitz befindet sich in Wesel.
Das Unternehmen befindet sich vollständig im Eigentum der Altana AG. Elantas ist mit neun unabhängigen und produzierenden Gesellschaften in Europa, Asien und Südamerika vertreten.
Im August 2023 gab die Altana AG bekannt, über Elantas 84,3 % der Schweizer Von Roll Holding AG erworben zu haben. Die Übernahme wurde am 11. August 2023 unter B3-87/23 beim Bundeskartellamt angemeldet. Die Freigabe wurde am 8. September 2023 erteilt. 2024 verzeichnete das Unternehmen daraufhin einen Umsatzanstieg von 28 Prozent auf 878 Millionen Euro.

## Geschichte
Beck Electrical Insulation GmbH wurde 1904 als Privatunternehmen von Herrmann Josef Beck in Berlin gegründet. Beck war das erste Unternehmen, das sich in Unterstützung der aufstrebenden Elektroindustrie in Deutschland vollkommen auf Lacke und Harze für die Elektroisolation spezialisierte. 1936 übernahm sein Sohn, Hans-Joachim Beck, das Unternehmen, welches sich fortan Dr. Beck nannte.
Das Ende des Zweiten Weltkrieges bildete 1948 mit der Verstaatlichung des im Ostsektor Berlins gelegenen Werkes eine Zäsur für das Unternehmen. 1951 nahm ein neues Werk in Hamburg-Rothenburgsort, dem heutigen Sitz des Unternehmens, den Betrieb wieder auf.
Im Jahr 1956 wurden ungesättigte Polyesterharze für die Imprägnierung elektrischer Wicklungen eingeführt. Das Unternehmen expandierte im Jahr 1956/57 durch Gründung von Zweigwerken in Indien (heute Beck India Ltd.) und England.
Im Jahr 1967 zog sich Hans Joachim Beck aus dem Geschäft zurück, das nun von BASF als Zweigwerk der damaligen BASF Farben + Fasern AG fortgeführt wurde. 1995 erfolgte eine Totalsanierung des Werkes, welches heute mit modernen Fertigungstechnologien umweltgerecht produziert.
Im Zuge einer Reorganisation der BASF Coatings AG ging die Firma Dr. Beck im Jahr 1998 an die Schenectady International Inc. New York, USA über. Im Jahr 2003 wurde die Firma, seitdem firmierend als Beck Electrical Insulation GmbH, von der Altana Chemie AG, Wesel übernommen und bildet als Tochter der Altana Electrical Insulation GmbH deren europäische Führungsgesellschaft für den Bereich der Tränkmittel für die Elektroisolation.
Im Jahr 2004 integrierte Beck große Teile der Fertigung und den Vertrieb der Rhenatech GmbH Kempen, einer Tochter der Altana Electrical Insulation GmbH, in den Standort Hamburg und stärkte damit insbesondere seine Kompetenz auf dem Gebiet der Vergussmassen (Compounds) auf Basis von EP-, PUR- und Silikonharzen. 2005 fusionierte Beck Electrical Insulation mit Rhenatech und Wiedeking.